# Mirko Köckenberger
Mirko Köckenberger (* 23. Februar 1991 in Berlin) ist ein deutscher Artist.

## Werdegang
Er ist der Sohn von Karl Köckenberger, dem Gründer von Cabuwazi, einem  Kinder- und Jugendzirkus.
Bereits im jungen Alter stand Mirko Köckenberger auf der Bühne. Im Alter von 15 Jahren besuchte er die Staatliche Ballettschule Berlin und Schule für Artistik sowie eine Artistenschule in Lille, Frankreich und schloss seine Ausbildung im Jahr 2011 in der Disziplin Handstand ab. Seine Schwester Leila ist ebenfalls Artistin.
Für seine Handstanddarbietung wurde er als ‚bester Newcomer 2011‘ von Memo Media mit dem Sprungbrett ausgezeichnet.
Neben Auftritten in TV-Shows und deutschen Varietés und Theatern, tourte er auch in Australien, Neuseeland, China und Schottland.

## Auftritte, Spielorte
- Sydney Opera House, Sydney, Australien
- Crown Casino, Melbourne, Australien
- Qpac, Brisbane, Australien
- GOP Varieté, Hannover, Essen, Münster, Bad Oeynhausen, Bremen (Deutschland)
- Fringe Festival, Edinburgh, Schottland
- Fringe Festival, Adelaide, Australien
- Sziget Festival, Budapest, Ungarn
- Expo, Shanghai, China
- Arts Festival, Taranaki, Neuseeland

## TV-Auftritte
- Teddy Award, Berlin[11] (Arte)
- Le plus grande cabaret du monde[12], Paris (France 2)
- Cherrys Studio, Kairo (DMC)
- Tu si que vales[13], Rom (Canale 5)